# Valmara 69
La Valmara 69 (ou V-69) est une mine antipersonnel italienne fabriquée par Valsella Meccanotecnica. La mine a été développée à partir de la mine Valmara 59, et bien que la mine ne soit plus produite en Italie, un certain nombre d’exemplaires ont été produits dans d’autres pays, par exemple la « SPM-1 » fabriquée par Singapour.
La version sud-africaine s’appelait la J-69 et était une copie à l’identique de la version italienne. Une version à broche centrale unique a également été produite. Elle n’est plus produite par l’Afrique du Sud qui se conforme aux exigences de la Convention sur l'interdiction des mines antipersonnel.

## Description
La mine a un corps tubulaire court en matière plastique vert olive ou sable, à l’intérieur duquel se trouve le corps en acier de délimitation de la mine. Au-dessus de la mine se trouve un bouchon de fusée rond à cinq dents. La mine se déclenche lorsque le capuchon de la fusée s’incline, soit en raison d’une pression exercée sur l’une des broches, soit en raison d’une traction sur un fil-piège qui lui est attaché. Le mécanisme de mise à feu basculante n’est pas affecté par la surpression extérieure causée par une explosion. Lorsque la mine est déclenchée, un percuteur à ressort tire un capuchon de percussion à l’intérieur de la fusée, ce qui déclenche une charge propulsive à la base de la mine. La charge propulsive propulse la mine hors du sol et dans les airs.
Lorsque la mine atteint une hauteur d’environ 50 cm au-dessus du sol, ce qui prend moins d’une seconde, un câble d’attache intégré, la reliant au corps en plastique à partir duquel elle a été lancée, tire sur un percuteur à ressort dans le corps de la mine, ce qui fait exploser la charge explosive principale. Dans un manchon de fragmentation en plastique entourant la charge explosive principale se trouvent environ 1000 fragments d’acier prédécoupés, qui sont projetés à grande vitesse dans toutes les directions. La mine a un rayon létal de 25 m, mais les fragments restent dangereux à une distance considérable au-delà, par exemple en infligeant des blessures oculaires profondément pénétrantes.
Cette mine a une teneur importante en métal, ce qui la rend facile à trouver à l’aide d’un détecteur de métaux. Cependant, comme la majorité des mines bondissantes, la majeure partie de la Valmara 69 est cachée sous terre et peut être difficile à voir, en particulier dans les sous-bois denses. De plus, la Valmara 69 peut être posée conjointement avec d’autres modèles de mines comportant une quantité minimale de métal telles que les VS-50, VS MK2, TS-50, SB-33 et SB-81, ce qui complique le processus de déminage.
Valsella a également fabriqué un dispositif électronique anti-manipulation complètement séparé connu sous le nom de VS-AR. Il s’agissait d’un dispositif à bascule, spécialement conçu pour être monté sur l’un des produits Valsella suivants : les mines antipersonnel VS-50 (version standard, pas la VS-50AR) et Valmara 69, ainsi que les mines antichars VS-1.6 et VS-1.2. Le VS-AR4 dispose d’une série d’adaptateurs de fusée qui lui permettent d’être vissé dans le fond de n’importe laquelle de ces mines. Il dispose d’un délai d’armement mécanique de 10 minutes (démarré en retirant une goupille) suivi d’un délai d’armement électronique de 30 minutes. La source d’alimentation est constituée de deux batteries de 1,5 V et la durée de vie opérationnelle est supérieure à un an.
La Valmara 69 se trouve en Angola, en Égypte, en Iran, en Irak, en Turquie, au Koweït, au Mozambique, au Soudan et au Sahara occidental.

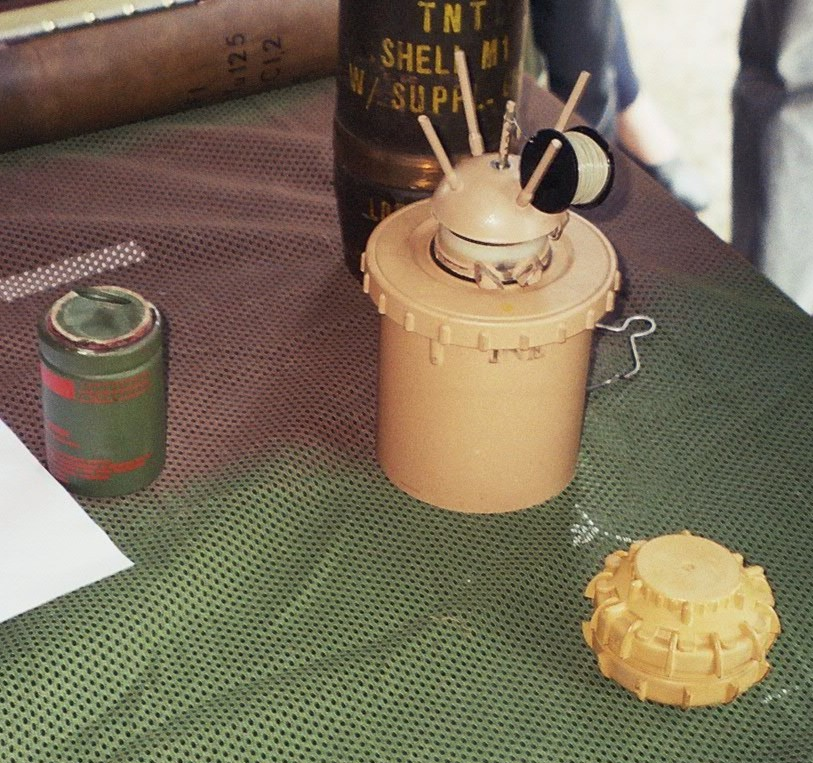
Trois mines terrestres, la Valmara 69 est au milieu